# 倉谷直臣
倉谷 直臣（くらたに なおおみ、1938年12月24日 - ）は、日本の英語教育家、翻訳家。

## 略歴
大阪生まれ。大阪大学文学部英文科卒。同大学院中退。武庫川女子大学講師、立命館大学助教授、大阪外国語大学教授、神戸松蔭女子学院大学教授、大阪外語専門学校校長を歴任。その間、香港大学訪問教授を併任。アメリカ合衆国・ニューハンプシャー大学、セントローレンス大学等客員教授。InterCultural Communication KOBE 代表。

## 著書
- 『英会話上達法』（講談社現代新書） 1977
- 『誰も教えてくれなかった英文解釈のテクニック』（朝日イブニングニュース社） 1981
- 『新・誰も教えてくれなかった英文解釈のテクニック』（朝日イブニングニュース社） 1983
- 『読解力問題』（研究社出版、英語「新テスト」対策シリーズ） 1989
- 『クイックベーシックトレーニングマニュアル 生まれ変わったBASICでらくらくプログラミング』（JICC出版局） 1989
- 『ハイベーシック英作文』（研究社出版、研究社ハイベーシック・シリーズ） 1993
- 『NKの新・英会話上達法 ネット時代に還ってきた』（プレイス） 2008

### 共著
- 『Macintosh PDSグルメガイド PDS(パブリック・ドメイン・ソフトウェア)をオイシク味わう!』（嶋津平共著、JICC出版局） 1989

## 翻訳
- 『円出づる国ニッポン』（ジョージ・ミケシュ、南雲堂） 1972
- 『スパイになりたかったスパイ』（ジョージ・ミケシュ、講談社） 1974、のち文庫
- 『没落のすすめ 「英国病」讃歌』（ジョージ・ミケシュ、編訳、講談社現代新書）) 1978
- 『暗殺のデュエット ヒトラー&ルーズベルト暗殺計画』（オーウェン・セラ、徳間書店） 1979
- 『BASICサブルーチンの技法』（I・R・シンクレアー、啓学出版） 1983
- 『英語コモンミステイクス500例』（T・J・フィチキデス、訳編、朝日イブニングニュース社） 1984
- 『おもしろモダン・マナーズ』（P・J・オローク、訳編、講談社文庫） 1984
- 『やさしいLOGO入門』（ピーター・ロス、啓学出版） 1985
- 『ロングマン英語コモンミステイクス500』（T・J・フィチキデス、訳編、北星堂書店） 1989